# Leiopsammodius malkini
Leiopsammodius malkini är en skalbaggsart som beskrevs av Cartwright 1946. Leiopsammodius malkini ingår i släktet Leiopsammodius och familjen Aphodiidae. Inga underarter finns listade i Catalogue of Life.